# Stefan Jentsch
Stefan Jentsch (* 29. Mai 1955 in Berlin; † 29. Oktober 2016) war ein deutscher Zellbiologe. Er war ab 1998 Direktor am Max-Planck-Institut für Biochemie in Martinsried. Der Molekularmediziner Thomas Jentsch ist der ältere Bruder von Stefan Jentsch.

## Leben
Jentsch studierte Biologie an der FU Berlin, wo er auch 1979 sein Diplom ablegte und 1983 promovierte. Für seine Promotion hatte er am Max-Planck-Institut für molekulare Genetik in der Arbeitsgruppe von Thomas Trautner geforscht.
Nach der Promotion ging er als Postdoktorand an das Massachusetts Institute of Technology in das Labor von Alexander Varshavsky. Ab 1988 war er Leiter einer selbständigen Nachwuchsgruppe am Friedrich-Miescher-Laboratorium der Max-Planck-Gesellschaft in Tübingen, 1993 wurde er auf eine Professur für Zellbiologie am Zentrum für Molekulare Biologie (ZMBH) der Universität Heidelberg berufen. 1998 nahm er einen Ruf als Direktor am Max-Planck-Institut für Biochemie in Martinsried an.
Ab 1995 war Stefan Jentsch Mitglied der European Molecular Biology Organization, ab 1998 Mitglied der Deutschen Akademie der Naturforscher Leopoldina, ab 2011 Mitglied der Academia Europaea und ab 2013 Fellow der American Association for the Advancement of Science.

## Werk
Stefan Jentsch forschte vor allem über die Funktion des Ubiquitin-Systems und Ubiquitin-ähnlicher Systeme. Insbesondere studiert er deren Rolle beim Protein-Abbau und der DNA-Reparatur. Die Modifikation von Proteinen mit dem kleinen Protein Ubiquitin war ursprünglich beschrieben worden als eine Markierung für den Proteinabbau. Stefan Jentsch konnte jedoch zeigen, dass Ubiquitin auch für die Genomstabilität und die DNA-Reparatur eine entscheidende Rolle spielt. Seine Forschung war medizinisch besonders relevant, da beschädigte DNA verschiedene Krankheiten wie zum Beispiel Krebs auslösen kann.

## Preise und Auszeichnungen
- 1992 Otto-Klung-Preis
- 1993 Gottfried Wilhelm Leibniz-Preis der DFG
- 1996 Otto-Bayer-Preis
- 2003 Max-Planck-Forschungspreis
- 2006 Professur (h. c.) der Fudan-Universität Shanghai, China
- 2011 Louis-Jeantet-Preis für Medizin
- 2017 Otto-Warburg-Medaille. Stefan Jentsch erhielt diese seit 1963 vergebene Auszeichnung als erster Wissenschaftler posthum.[5]

## Publikationen (Auswahl)
- G. I. Karras, S. Jentsch: The RAD6 DNA damage tolerance pathway operates uncoupled from the replication fork and is functional beyond S-phase. In: Cell. Band 141, 2010, S. 255–267.
- C. Pohl, S. Jentsch: Midbody ring disposal by autophagy is a post-abscission event of cytokinesis. In: Nat. Cell Biol. Band 11, 2009, S. 65–70.
- C. Pohl, S. Jentsch: Final stages of cytokinesis and midbody ring formation are controlled by BRUCE. In: Cell. Band 132, 2008, S. 832–845.
- H. Richly, M. Rape, S. Braun, S. Rumpf, C. Hoege, S. Jentsch: A series of ubiquitin-binding factors connects CDC48/p97 to substrate multi-ubiquitylation and proteasomal targeting. In: Cell. Band 120, 2005, S. 73–84.
- B. Pfander, G.-L. Moldovan, M. Sacher, C. Hoege, S. Jentsch: SUMO-modified PCNA recruits Srs2 to prevent recombination during S-phase. In: Nature. Band 436, 2005, S. 428–433.
- C. Hoege, B. Pfander, G.-L. Moldovan, G. Pyrowolakis, S. Jentsch: RAD6-dependent DNA repair is linked to modification of PCNA by ubiquitin and SUMO. In: Nature. Band 419, 2002, S. 135–141.
- M. Rape, T. Hoppe, I. Gorr, M. Kalocay, H. Richly, S. Jentsch: Mobilization of processed, membrane-tethered SPT23 transcription factor by CDC48UFD1/NPL4, a ubiquitin-selective chaperone. In: Cell. Band 107,  2001, S. 667–677.
- T. Hoppe, K. Matuschewski, M. Rape, S. Schlenker, H. D. Ulrich, S. Jentsch: Activation of a membrane-bound transcription factor by regulated ubiquitin/proteasome-dependent processing. In: Cell. Band 102, 2000, S. 557–586.
- M. Koegl, T. Hoppe, S. Schlenker, H. D. Ulrich, T. U. Mayer, S. Jentsch: A novel ubiquitination factor, E4, is involved in multiubiquitin chain assembly. In: Cell. Band 96, 1999, S. 635–644.
- D. Liakopoulos, G. Doenges, K. Matuschewski, S. Jentsch: A novel protein modification pathway related to the ubiquitin system. In: EMBO J. Band 17, 1998, S. 2208–2214.
- T. Sommer, S. Jentsch: A protein translocation defect linked to ubiquitin-conjugation at the endoplasmic reticulum. In: Nature. Band 365, 1993, S. 176–179.
- W. Seufert, S. Jentsch: Ubiquitin-conjugating enzymes UBC4 and UBC5 mediate selective degradation of short-lived and abnormal proteins. In: EMBO J. Band 9, 1990, S. 543–550.
- S. Jentsch, J. P. McGrath, A. Varshavsky: The yeast DNA repair gene RAD6 encodes a ubiquitin-conjugating enzyme. In: Nature. Band 329, 1987, S. 131–134.
- Restriktion und Modifikation in B[acillus] subtilis: Charakterisierung verschiedener chromosomaler und phagenkodierter Systeme. [Berlin] 1982, DNB 840153384 (Dissertation FU Berlin 1983, 82 Seiten).